# País, S.A.
País, S.A. és una pel·lícula espanyola de comèdia estrenada en 1975, dirigida per Antonio Fraguas de Pablo, en la qual va ser la seva primera pel·lícula com a director, de les dues que va dirigir (l'altra va ser El bengador Gusticiero y su pastelera madre).

## Sinopsi
Lorenza, Manuel, Teodoro i Apolinar, són uns lladres d'estar per casa que s'uneixen a un gàngster aficionat (Enrique/Robert) per a segrestar a Don Luis, un empresari corrupte, qui sentint-se amenaçat per Hisenda i desitjant desaparèixer del mapa, col·labora amb els seus segrestadors en el seu propi segrest.

## Repartiment
- María Luisa San José com Lorenza Hernández
- Manuel Zarzo com Enrique Fernández / Robert
- Fernando Delgado com Don Luis Pesón Muchapast
- Encarna Paso com Sra. Pesón
- Verónica Forqué com Hija Sra. Pesón
- Francisco Algora com Manuel Hernández
- Antonio Gamero com Teodoro Hernández
- Roberto Font com Apolinar Hernández Bajos
- Loreta Tovar com Dorita
- Rafaela Aparicio com Asistenta
- José Lifante com Hombre Forgiano
- Jaime Gamboa com Juan (imatges d'arxiu)
- Ana Belén com Aurora (imatges d'arxiu)
- Rafael Corés
- Julio Tejela
- Alberto Berco
- Gumersindo Andrés
- Miguel del Castillo
- Rafael Albaicín
- José Luis Lizalde
- Jesús Nieto

Actors invitats
- Concha Velasco
- Alfredo Amestoy
- Ramon Arcusa
- Manuel de la Calva
- José Nieto
- Juan Diego
- José Luis López Vázquez
- Narciso Ibáñez Serrador
- Rafael Hernández
- Sancho Gracia